# Partit Nacional Laborista
Partit Nacional Laborista (NLP) (irlandès: Páirtí Náisiúnta an Lucht Oibre, anglès: National Labour Party) fou un partit polític irlandès fundat com a escissió del Partit Laborista el 1944 per James Everett. Ell i cinc diputats laboristes més deixaren el Partit Laborista acusant-lo d'estar infiltrat per comunistes.
Es presentaren a les eleccions al Dáil Éireann de 1948 i obtingueren cinc escons, cosa que els permeté participar en el govern de coalició de John Aloysius Costello, però el 1950 tornaren al si del partit.

## Resultats electorals
| Any  | Líder         | Vots   | %    | Escons  | ± | Pos. | Govern                       |
| ---- | ------------- | ------ | ---- | ------- | - | ---- | ---------------------------- |
| 1944 | James Everett | 32,732 | 2.7% | 4 / 138 | 4 | 5è   | Oposició                     |
| 1948 | James Everett | 34,015 | 2.6% | 5 / 147 | 1 | 6è   | Coalició (FG-LP-CnP-CnT-NLP) |